# مقاطعة باخرز
مقاطعة باخرز (بالفارسية: شهرستان باخرز) هي إحدى مقاطعات محافظة خراسان رضوي في إيران. كان عدد سكان المقاطعة سنة 2006 حوالي 40,076 نسمة.